# Andy Cole
Pour les articles homonymes, voir Andrew Cole (rugby à XV) et Cole.
Andrew Alexander Cole, né le 15 octobre 1971 à Nottingham (Angleterre), est un footballeur anglais. Cet attaquant fut international anglais. Il est plus connu comme Andy Cole (dans les années 1990), mais à partir des années 2000, il demanda qu'on l'appelle Andrew Cole. Son fils est Devante Cole, un autre footballeur.

## Biographie

### Manchester United
Andy Cole rejoint Manchester United le 10 janvier 1995 avec un contrat évalué à 7 millions de livres, il s'impose vite dans le onze de départ des Reds Devils aux côtés d'Éric Cantona, la première saison complète de Cole à United s'avère difficile, il a du mal à retrouver sa forme, puis à partir de l'hiver 1995, il retrouve la forme et marqua 4 buts en 4 matchs, il remporte la Premier League en 1996, la FA Cup et la Community Shield la même année. Au début de la saison 1996-1997, Blackburn Rovers, propose un échange avec Alan Shearer plus 12 millions de livres pour obtenir Andy Cole, mais étant satisfait de son joueur Alex Ferguson refuse. Ensuite lors de la saison 1998-1999, arrive Dwight Yorke et ensemble ils formeront un duo redoutable qui permettra à Manchester United de remporter le championnat, la FA Cup et la Ligue des champions, lors d'une finale inoubliable face au Bayern de Munich. Andy Cole termine la saison 1999-2000, meilleur buteur des Diables rouges avec 19 buts en 28 matchs de Premier League, et United termine champion d'Angleterre. Il remporte un autre championnat en 2000-2001, mais ayant souvent été blessé durant la saison, Cole ne marque que 13 buts. Les arrivées de Ruud van Nistelrooy et de Juan Sebastián Verón à Manchester United pour la saison 2001-2002 lui font perdre sa place de titulaire et Andy Cole quitte les Reds Devils le 28 décembre 2001 où il part pour les Blackburn Rovers.

### Fin de carrière
Le voici désormais à Blackburn où il remporte la League Cup en 2002. La même année, son ancien coéquipier Dwight Yorke le rejoint pour reformer leur duo du temps de Manchester. Mais Cole ayant connu une saison frustrante en 2003-2004, où les Rovers tombent en milieu de tableau, il décide de partir lors de la saison 2004-2005, où il signe pour le club londonien de Fulham, il termine meilleur buteur du club mais voulant être proche de sa famille il quitte Fulham la saison suivante et va à Manchester City, mais il jouera peu. Ensuite Cole signera successivement à Portsmouth, Birmingham City, Sunderland, Burnley et Nottingham Forest, Andy Cole annonce sa retraite le 13 novembre 2008. Il restera dans l'histoire du football anglais comme le troisième meilleur buteur de l'histoire de la Premier League derrière Alan Shearer et Harry Kane.

### Angleterre
Andy Cole fait ses débuts en équipe d'Angleterre le 29 mars 1995, lors d'un match contre l'Uruguay, sous la direction de Terry Venables, il n'est pas retenu pour l'Euro 1996, le nouveau sélectionneur Glenn Hoddle le retient pour participer au Tournoi de France en 1997, où l'Angleterre remporte le tournoi. Due à sa bonne saison 1997-1998, tout le monde s'attend à la participation d'Andy Cole à la Coupe du monde 1998, mais Glenn Hoddle ne le prendra pas, déclarant qu'il lui faut 6 à 7 occasions pour marquer un but. Cole est blessé lors de l'Euro 2000, après l'Euro il retrouve l'équipe. Quand Sven Göran Eriksson devient sélectionneur en 2001, Andy Cole devient son attaquant titulaire avec Michael Owen, et il marque son unique but contre l'Albanie le 28 mars 2001 à Tirana, mais il perdra sa place au profit d'Emile Heskey (le coéquipier d'Owen à Liverpool), sa dernière sélection a lieu contre la Grèce le 6 octobre 2001. Eriksson ne retient pas Cole pour la Coupe du monde 2002, et à la suite de sa non-convocation Andy Cole annonce sa retraite internationale.

## Carrière
- 1989-1992 : Arsenal  Angleterre
- 1991 : Fulham  Angleterre (en prêt)
- 1992-1993 : Bristol City  Angleterre
- 1993-1995 : Newcastle United  Angleterre
- 1995-2002 : Manchester United  Angleterre
- 2002-2004 : Blackburn Rovers  Angleterre
- 2004-2005 : Fulham  Angleterre
- 2004-2005 : Manchester City  Angleterre
- 2006 :  Portsmouth  Angleterre
- 2007 :  Birmingham City  Angleterre (en prêt)
- 2007-2008 :   Angleterre
- 2008 : Burnley  Angleterre (en prêt)
- 2008 : Nottingham Forest  Angleterre[1]

## Palmarès
- Avec Newcastle United
  - D2 anglaise (1) : 1993
- Avec Manchester United
  - Ligue des champions (1) : 1999
  - Premier League (5) : 1995-1996, 1996-1997, 1998-1999, 1999-2000, 2000-2001
  - FA Cup (2) : 1996, 1999
  - Community Shield (2) : 1996, 1997
  - Coupe intercontinentale (1) : 1999
- Avec les Blackburn Rovers
  - League Cup (1) : 2002

### EnÉquipe d'Angleterre
- 15 sélections et 1 but entre 1995 et 2002
- Participation au Championnat d'Europe des Nations en 2000 (Premier Tour)

### Distinctions individuelles
- Meilleur jeune joueur de l'année PFA (en) en 1994
- Meilleur buteur de Premier League en 1994 (34 buts)
- Meilleur passeur de Premier League en 1994 (13 passes décisives)
- Élu meilleur joueur du mois de Premier League en novembre 1997